# Nicholas Lydon
Pour les articles homonymes, voir Lydon.
Nicholas B. Lydon, né le 27 février 1957, est un biochimiste et un homme d'affaires britannique.

## Biographie
Lydon a obtenu un BS en biochimie de l'université de Leeds en Angleterre et un Ph.D. en biochimie de l'université de Dundee en Écosse.
En 2009, il reçoit le Prix Albert-Lasker pour la recherche médicale clinique pour la mise au point du Gleevec, un inhibiteur sélectif du BCR-ABL utilisé dans le traitement de la leucémie myéloïde chronique. En 2012, il reçoit le prix japonais.